# Villa Massimo
La villa Massimo est un édifice situé à Rome et accueillant l'Académie allemande Villa Massimo de Rome (en allemand : Die Deutsche Akademie Rom Villa Massimo, et en italien : Accademia Tedesca Roma Villa Massimo). Le centre académique culturel allemand a été fondé en 1910. 

## Historique
Le mécène et philanthrope allemand Eduard Arnhold aida l'État prussien à acquérir la villa Massimo pour y installer le centre culturel allemand de Rome en 1910.

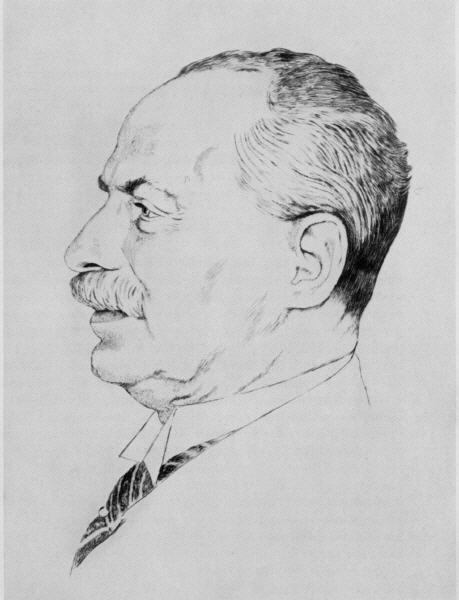
Portrait d'Eduard Arnhold.
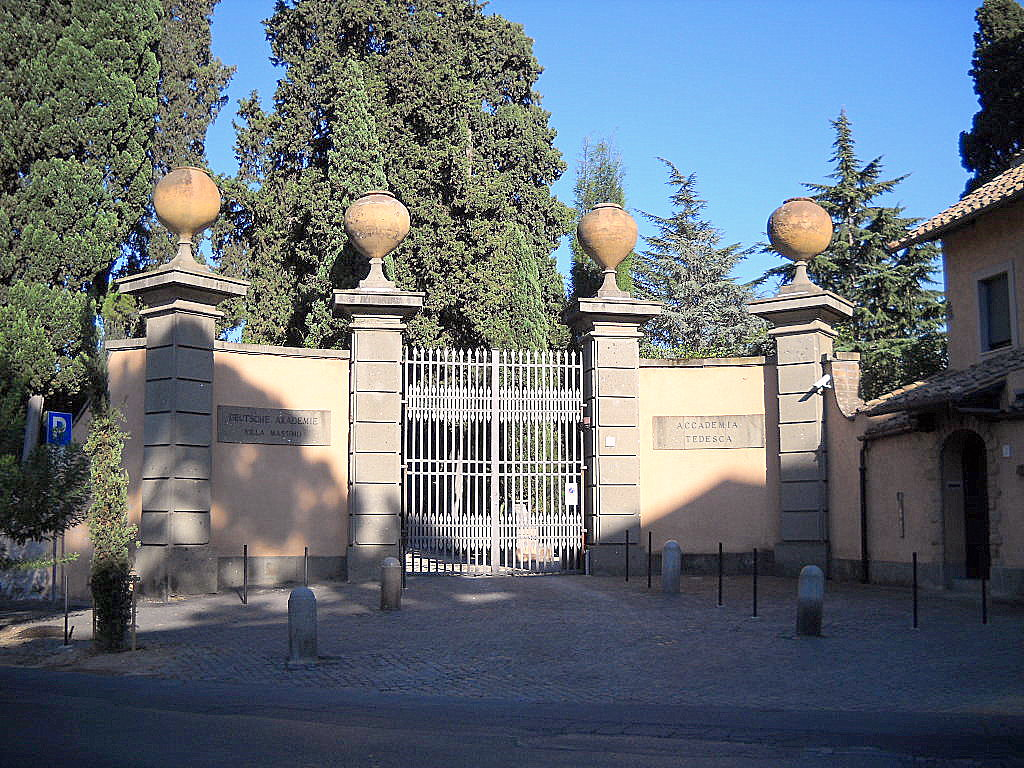
Portail d'entrée.
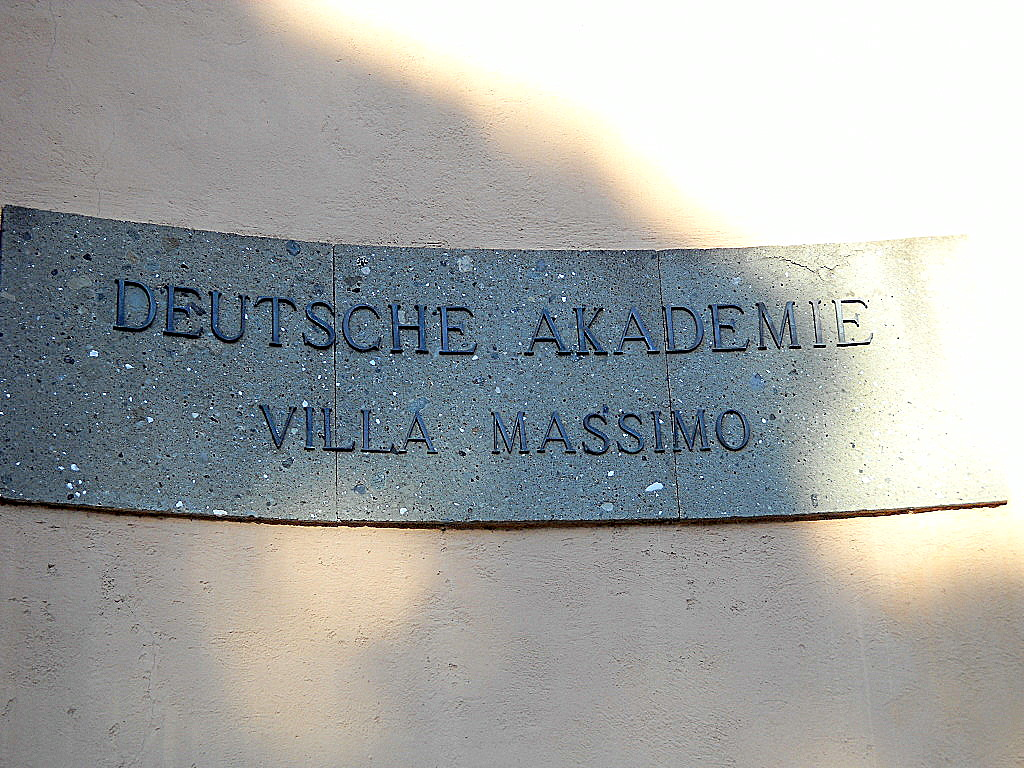

## Prix villa Massimo
Le prix de la villa Massimo est une bourse offerte aux lauréats dans les domaines des beaux-arts, de la littérature, de la musique et de l'architecture. Cette bourse permet d'étudier à Rome en résidence dans la villa Massimo pendant dix mois, ou d'être hébergé pendant trois mois dans la Casa Baldi située dans la commune d'Olevano Romano dans la région du Latium.

## Lauréats

### Artistes
- 1913-1914 : Fritz Röll
- 1931-1932 : Hermann Blumenthal
- 1932-1933 : Felix Nussbaum, Arno Breker
- 1933-1934 : Carlo Mense
- 1937-1938 : Fritz Cremer
- 1941 : Ruthild Hahne
- 1957 : Fritz Koenig
- 1976 : Anselm Kiefer
- 1977/1978 : Gisela Breitling
- 1989 : Manfred Stumpf
- 1991-1992 : Eberhard Bosslet
- 1997-1998 : Matthias Leupold
- 2003 : Thomas Demand, Roland Boden, Matthias Hoch, Leni Hoffmann, Rainer Splitt, Volkhard Kempter, Silke Schatz
- 2004 : Martin Schmidt, Adam Page, Frank Mädler, Markus Löffler, Andree Korpys, Eva Hertzsch, Christoph Girardet (en)
- 2005 : Sandra Hastenteufel, Gabriele Basch, Manuel Franke, Wolfgang Kaiser, Veronika Kellndorfer
- 2006 : Christoph Brech, Parastou Forouhar, Astrid Nippoldt, Hansjörg Dobilar
- 2007 : Aurelia Mihai, Carsten Nicolai, Matthias Weischer, Stefan Mauck
- 2008 : David Zink Yi, Elke Zauner, Felix Schramm
- 2009 : Jochen Lempert, Henriette Grahnert, Fernando Bryce
- 2010 : Christian Jankowski, Heidi Specker, Christian Jankowski, Ulrike Kuschel
- 2011 : Via Lewandowsky, Julia Schmidt, Maria Sewcz
- 2012 : Jeanne Faust, Eva Leitolf, Nicole Wermers, Phillipp Lachenmann
- 2013 : David Schnell, Isa Melsheimer, Clemens von Wedemeyer
- 2014 : Hans-Christian Schink, Nasan Tur, Annika Larsson, Eli Cortinas
- 2015 : Marieta Chirulescu, Maix Mayer, Karin Sander
- 2016-2017 : Nezaket Ekici, Adnan Softic, Göran Gnaudschun.

### Architectes
- 1931-1932 : Carlludwig Philipp Franck
- 1987-1988 : Jörg Friedrich
- 2003 : Imke Woelk
- 2004 : Heike Schuppelius
- 2005 : Heike Böttcher, Jakob Timpe
- 2006 : Bernd Bess
- 2007 : Antje Freiesleben, Rudolf Finsterwalder, Wieka Muthesius
- 2008 : Beate Kirsch,
- 2009 : Sebastian Reinhardt, Daniel Widrig
- 2010 : Jan Liesegang, Norbert Sachs
- 2011 : Andrea Hartmann, Matthias Graf von Ballestrem
- 2012 : Antje Buchholz, Birgit Elisabeth Frank, Kai Nikolaus Grüne, Jörn Köppler
- 2013 : Pia Meier Schriever, Eike Roswag, Anna Viader Soler, Verena von Beckerath
- 2014 : Jan Edler,Thilo Folkerts
- 2015 : Michael Hirschbichler, Jorg Sieweke
- 2016-2017 : Anna Kubelik

### Compositeurs
- 1957 et 1963-1964 : Bernd Alois Zimmermann
- 1959 et 1962-1963 : Giselher Klebe
- 1960 : Jürg Baur, Alfred Koerppen
- 1963 et 1964 : Hans Zender
- 1965 et 1966 : Heinz Werner Zimmermann
- 1966-1967 et 1977 : Erhard Grosskopf
- 1968 : Jürg Baur
- 1976 : Anton Plate
- 1978 et 1979 : Ulrich Leyendecker, Wolfgang von Schweinitz
- 1980 : Detlev Müller-Siemens
- 1982 : Volker Blumenthaler, Detlev Müller-Siemens, Hans-Jürgen von Bose
- 1983 : Peter Kiesewetter
- 1985 et 1986 : Harald Weiss
- 1986 et 1987 : Michael Denhoff, Walter Zimmermann
- 1987 et 1988 : Max Beckschäfer
- 1991 : Claus Kühnl, Wilfried Maria Danner
- 2004 : Carsten Hennig, Jamilia Jazylbekova
- 2005 : Rudi Spring, Sebastian Claren
- 2006 : Oliver Schneller, Maxim Seloujanov
- 2007 : Dieter Dolezel, Sylke Zimpel, Anton Safronov
- 2008 : Arnulf Herrmann, Stephan Winkler
- 2009 : Charlotte Seither, Márton Illés
- 2010 : Philipp Maintz, Anno Schreier
- 2011 : Sven-Ingo Koch, Marc Sabat
- 2012 : Stefan Bartling, Hauke Berheide
- 2013 : Stefan Johannes Hanke, Birke J. Bertelsmeier
- 2014 : Hanna Eimermacher, Vito Žuraj, Saam Schlamminger
- 2016-2017 : Lisa Streich, Torsten Herrmann

### Écrivains
- 1959 : Hans Magnus Enzensberger
- 1962 : Uwe Johnson
- 1972 et 1973 : Rolf Dieter Brinkmann
- 1991-1992 : Herta Müller
- 1995 : Kerstin Hensel
- 2003 : Thomas Kunst
- 2004 : Marion Poschmann, Dieter M. Gräf
- 2005 : Julia Franck, Feridun Zaimoğlu
- 2006 : Terézia Mora, Andreas Maier, Gregor Sander
- 2007 : Ulf Stolterfoht, Ingo Schulze
- 2008 : Navid Kermani, Thorsten Becker
- 2009 : Rabea Edel, Silke Scheuermann
- 2010 : Marcel Beyer, Kathrin Schmidt
- 2011 : Jan Wagner, Lutz Seiler
- 2012 : Katja Lange-Müller,
- 2013 : Sibylle Lewitscharoff, María Cecilia Barbetta
- 2014 : Martin Mosebach, Oswald Egger
- 2015 : Eva Menasse
- 2016-2017 : Heike Geißler, Nina Jäckle, Hartmut Lange

### Art pratique[C'est-à-dire?]
- 2008 : Christine Birkle, Friedrich Forssman, Valentina Simeonova, Till Verclas, Josef Wagner
- 2009 : Martin Claßen, Armin Holz, Otto Sander, Helene Scharge, Sasha Waltz, Carolin Widmann
- 2010 : Konstantin Grcic, Wolfram Gabler, Marisol Montalvo, Stephan Müller, Anna Viebrock, Tanja Wesse, Werner J. Wolff
- 2011 : Peter Zizka, Soo-Jin Yim Heil, Michael Riessler, Jan Kollwitz, Lothar Baumgarten
- 2012 : Till Brönner, Jacqueline Huste, Jim Rakete, Wolfgang Sattler, Markus Schroer, Phillip Stollmann
- 2013 : Christian Brückner, Dieter Froelich, Barbara Klemm, Eike König, Jaroslav Poncar
- 2014 : Stefan Sagmeister, Jan-Ole Gerster, Emmanuel Heringer, Paul Lovens, Saam Schlamminger
- 2015 : Andreas Uebele, Manos Tsangaris, Tobias Müller, Bernd Grimm, Andreas Bode, Bettina Blümner
- 2016-2017 : Anna Depenbusch, Corinna Oschmann, Iain Dilthey, Joachim Sauter, Philip Gröning, Susanne Schimk